# Jim Almond
James „Jim“ Almond (* 30. September 1874 in Clayton-le-Moors; † 13. Juni 1923) war ein englischer Fußballspieler.

## Karriere
Almond kam 1892 von den Nelson Wanderers zum FC Nelson, dem führenden Klub der Stadt. Im März 1893 gab er gegen den FC Rossendale sein Debüt in der ersten Mannschaft in der Lancashire League. Sein Auftritt wurde vom Burnley Express kritisch bewertet: „J. Almond war sicherlich kein ausreichender Ersatz für Sanderson.“ Dennoch entwickelte er sich in den folgenden Jahren zum Stammspieler und bildete mit Bradshaw und Moorhouse eine „fantastische Läuferreihe“, als das Team in der Saison 1895/96 in überlegener Manier die Meisterschaft der Lancashire League gewann. Im November 1896 wechselte Almond zum FC Burnley, spielte aber zumeist für das Reserveteam in der Lancashire Combination. Sein einziger Einsatz für die erste Mannschaft in der Football League First Division datiert vom 16. Januar 1897, als er anstelle von William Longair an der Seite von Walter Place senior und Joe Taylor die Läuferreihe bildete. Die Partie gegen den späteren Vizemeister Sheffield United endete mit 1:1. Während Burnley am Saisonende in die Second Division abstieg, hatte Almonds Zeit bei Burnley bereits nach vier Monaten Zugehörigkeit Ende Januar 1897 ihr Ende gefunden. Stattdessen wurde er vom in der Southern League spielenden Klub Swindon Town verpflichtet. Almond war der sechste Spieler im Saisonverlauf, der als linker Verteidiger ausprobiert wurde und kam Ende Januar 1897 an der Seite seines früheren Nelson-Mannschaftskameraden Jack Shutt zu seinem Debüt. Die Leistung bei seinem Debüt wurde noch kritisch beäugt, so äußerte der Korrespondent des Swindon Advertiser: „Almonds Debüt als linker Verteidiger verlief nicht zur allgemeinen Zufriedenheit, aber unter den Umständen seines ersten Einsatzes, können die Anhänger des Klubs davon ausgehen, dass seine Form gegen Gravesend kein Gradmesser für seinen Wert als Spieler war.“
In der Folge etablierte er sich als linker Läufer in der Mannschaft, auch die Presse berichtete schon bald positiver, so schrieb der Korrespondent im Swindon Advertiser im April 1897 im Anschluss an einen 2:0-Erfolg gegen Sheppey United: „Almond beginnt zu zeigen aus welchem Holz er geschnitzt ist und so lange er in der Lage ist eine Partie wie am Samstag zu spielen, wird es nicht viele Fehler zu finden geben. Er zeigte deutlich verbessertes Urteilsvermögen im Verteilen der Bälle als üblich und fütterte seine Stürmer in der Tat gut.“ In den anderthalb Jahren seiner Klubzugehörigkeit bis zu seinem überraschenden Abgang im Sommer 1898 verpasste er lediglich zwei Pflichtspiele. Die Läuferreihe hatte er in der Saison 1897/98 zumeist mit Jimmy Munro und Alec Boggie gebildet. Während seiner Zeit in Swindon repräsentierte er drei Mal Wiltshire und verdiente sich damit eine „County Cap“, darunter am 1. April 1898 bei einem 1:0-Sieg gegen Devon im Rahmen der South-Western Counties Championship, mit Joey Murray gehörte ein weiterer Swindon-Spieler zum Aufgebot.
Während der Saison 1898/99 zog sich der FC Nelson aus finanziellen Gründen vom Spielbetrieb zurück und wurde aufgelöst, für den Nachfolgeklub gleichen Namens gehörte der in Nelson wohnhafte Almond im September 1899 als Spieler beim Neustart in der North-East Lancashire Combination zum Aufgebot, in der Lancashire Evening Post wurde er als „einer der unerschütterlichsten, kraftvollsten Spieler“ des Klubs charakterisiert. Als Mannschaftskapitän führte er den Klub zum Gewinn der Ligameisterschaft und des North East Lancashire Cups. 1900/01 spielte er mit dem Klub wieder in der Lancashire League, anschließend in der Lancashire Combination. Im Januar 1902 war er wiederum Mannschaftskapitän und wurde als Person charakterisiert, die „die Kraft ansteckender Heiterkeit besitzt.“ Zu seiner Spielweise wird vermerkt: „Oftmals beginnt er vor einem Gegenspieler einen bemerkenswerten Kriegstanz, andererseits ist er bewandt in der Ausübung eines besonderen Meisterstücks – dem Springen in die Luft und den Ball zu treten, seine Methode ist absolut einzigartig. Unvermeidbarerweise landet er flach auf dem Rücken, aber in Sekundenschnelle steht er wieder.“ Almonds Name findet sich noch mindestens bis 1903 in Spielberichten, im Oktober 1903 half er als Mittelstürmer in der FA-Cup-Qualifikation gegen Rossendale United aus, erzielte beim 3:1-Sieg einen Treffer und war weit vor Spielende „außer Puste“. Almond verstarb in den Morgenstunden des 13. Juni 1923 nach kurzer, schwerer Krankheit.